# 伦布鲁赫
伦布鲁赫是德国下萨克森州的一个市镇。总面积22.75平方公里，总人口1129人，其中男性590人，女性539人（2011年12月31日），人口密度50人/平方公里。